# فانادورغا فورت
فانادورغا فورت (بالإنجليزية: Vanadurga Fort)‏ هي منطقة سكنية تقع في الهند في كارناتاكا.